# 이달리스 오르티스
이달리스 오르티스 보쿠르트(스페인어: Idalys Ortiz Bocourt, 1989년 9월 27일~)는 쿠바의 유도 선수이다. 2008년 하계 올림픽 여자 헤비급에서 동메달을 획득했으며, 2012년 하계 올림픽에서 금메달을 획득했다. 이후에 2016년과 2020년 하계 올림픽에서 은메달을 획득하며 올림픽 4연속으로 메달을 획득했다.